# Рооп, Александр Иванович
Алекса́ндр Ива́нович (Александр Константи́н Вольдема́р) Роо́п (19 октября 1864, Гродненская губерния — после 1913) — русский архитектор, гражданский инженер.

## Биография
Родился 19 октября 1864 года в Гродненской губернии. Первоначальное образование получил в белостокском реальном училище. В 1890 году окончил Институт гражданских инженеров со званием гражданского инженера. После окончания института работал в управлении Московско-Нижегородской железной дороги. Занимался сооружением пристанционных зданий. В 1896 году переведён участковым архитектором в Москву. В 1902—1903 годах исполнял обязанности члена Строительного совета. В 1907 году — сверхштатный техник Строительного отделения Московского губернского правления.

## Проекты и постройки

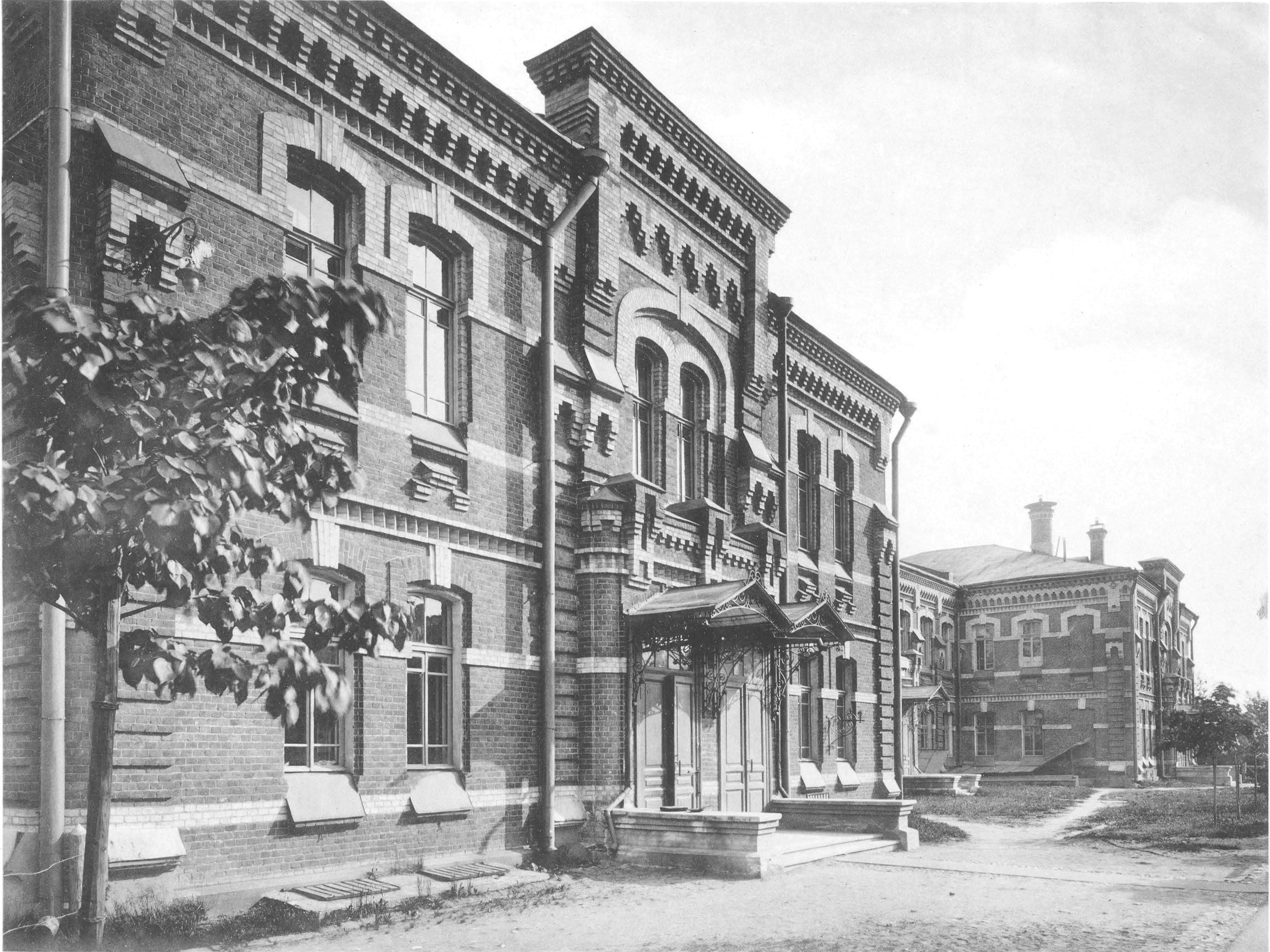
Сокольническая больница

### В Москве
- Корпуса завода Букье и Гольдсмита (Газового завода) (1898—1905, Нижний Сусальный переулок, 5), ценный градоформирующий объект[2][3];
- Казенный винный склад № 3 (1899, Малая Пироговская улица, 10-12 — Большая Пироговская улица, 27)[2];
- Комплекс Сокольнической больницы (1899—1903, улица Барболина, 3)[2];
- Перестройка главного корпуса Сокольнического отделения Городского Работного дома и Дома трудолюбия (1900, Колодезный переулок, 2а)[2];
- Главный корпус Подворья Валаамского Спасо-Преображенского монастыря с храмом Святых Преподобных Сергия и Германа Валаамских чудотворцев и храмом Святого Благоверного князя Александра Невского (1900—1901, Вторая Тверская-Ямская улица, 52), объект культурного наследия регионального значения[3][4];
- Церковь Иконы Божией Матери Утоли Моя Печали при Сокольнической больнице, совместно с И. И. Струковым (1903, улица Барболина, 3, корп. 22)[5];
- Корпус для хронических больных Старо-Екатерининской больницы, совместно с А. И. Германом (1908, улица Щепкина, 61/2 — Орловский переулок, 2/61, стр. 9)[3];
- Богадельня им. С. А. и А. П. Тарасовых с церковью Воскресения Словущего при ней (1910—1912, Шаболовка, 4), выявленный объект культурного наследия[2][3][6];
- Келейный корпус Подворья Валаамского Спасо-Преображенского монастыря (1913, Вторая Тверская-Ямская улица, 52, корпус по переулку Александра Невского), объект культурного наследия регионального значения[3];
- Городское начальное училище имени императора Николая II (1910—1913, Миусская площадь, 7, стр. 1), ценный градоформирующий объект[3];
- Постройки в Больнице для хронических больных им. братьев Бахрушиных (1913, улица Стромынка, 7)[3];
- Газгольдер аммиачного завода (1913—1914, Нижний Сусальный переулок, 7, стр. 8)[3];
- Больничный корпус и амбулатория Старо-Екатерининской больницы (не сохранились)[2].

### В других городах
- Императорский павильон на вокзале (строительство по проекту Д. Н. Чичагова) (1892—1895, Нижний Новгород)[2];
- Городской санаторий для чахоточных (1901, в 15 верстах от станции Барыбино)[2].